# Owston and Newbold
 (octobre 2023).
Pour les articles homonymes, voir Owston et Newbold.
Owston and Newbold est une paroisse civile du Leicestershire, en Angleterre.